# Günter Schimann
Günter Schimann (fälschlicherweise auch in der Schreibweise Günter Schiemann geführt; * 29. November 1925 in Dresden; † nach 1975) war ein deutscher Schauspieler bei Bühne und Fernsehen.

## Leben und Wirken
Schimann erhielt eine Schauspielausbildung in seiner Heimatstadt Dresden. Gleich nach 1945 wirkte er an Theatern in Kassel, Remscheid und Hannover. Danach arbeitete er freiberuflich, nahm vor allem Stückverträge an und ging mit „Der grüne Wagen“ auf Tourneen. Im Alter von 40 Jahren stand Schimann erstmals vor der Kamera, es folgten im kommenden Jahrzehnt diverse weitere Fernsehproduktionen, in denen Schiemann durchgehend kleine Rollen übernahm. Günter Schiemann war zeitweilig mit der Berufskollegin Karin Heym verheiratet.

## Filmografie
- 1965: Der Spielverderber
- 1968: Richard II.
- 1968: Madame Legros
- 1968: Der Fall Lena Christ (UA: 1970)
- 1969: Das Trauerspiel von Julius Caesar
- 1969: Das Vermächtnis
- 1970: Advent Advent
- 1970: Königin Christine
- 1972: Das Jahrhundert der Chirurgen
- 1975: Tatort: Das zweite Geständnis
- 1976: Stunde Null